# Cachimba (película)
Cachimba es una película chilena, en coproducción con España y Argentina, dirigida por Silvio Caiozzi y protagonizada por Pablo Schwarz, Mariana Loyola, Patricio Contreras y Julio Jung. Está basada en el relato Naturaleza muerta con cachimba, del escritor chileno José Donoso.

## Sinopsis
La vida de Marcos (Pablo Schwartz) transcurre con calma en el banco donde trabaja. Su único objetivo, en el que está poniendo todas sus fuerzas, es lograr una relación carnal sin prejuicios ni cohibiciones con su novia Hilda (Mariana Loyola). Para ello ha ideado un plan de lo más sencillo: invitar a su amada a un solitario balneario en pleno invierno. Sin embargo, una vez allí descubrirá algo que cambiará los planes por completo. Se trata de una colección de cuadros de un desconocido pintor chileno que podría tener algún valor. Marcos siente que tiene la obligación de dar a conocer su descubrimiento al mundo, pero tendrá que luchar contra oscuros personajes y contra el viejo cuidador de los cuadros (Julio Jung), que le descubrirá un secreto que cambiará su vida para siempre.

## Reparto
- Pablo Schwarz - Marcos Ruiz
- Mariana Loyola - Hilda
- Julio Jung - Felipe
- Patricio Contreras - Perico Retamal
- Jesús Guzmán - Don Artemio
- Paulina García - Antoinette Doublé
- Tomás Vidiella - Marcel
- Fernando Farías - Don Jorge
- Mario Montilles - Don Fermín
- Maité Fernández - Esposa de Artemio
- Mónica Carrasco - Secretaria
- Jorge Gajardo - Mozo
- Luz Jiménez - Vecina
- Rodrigo Pérez - Leo
- Paulina Urrutia - Lucy
- Esperanza Silva - Baronesa
- Silvia Novak - Bailarina de Tango
- Mireya Véliz - Doña María